# NGC 3246
NGC 3246 is een balkspiraalstelsel in het sterrenbeeld Sextant. Het hemelobject werd op 9 april 1828 ontdekt door de Engelse astronoom John Herschel.

## Synoniemen
- UGC 5661
- MCG 1-27-9
- ZWG 37,37
- IRAS10240 0407
- PGC 30684